# Chiesa di Sant'Anna (Varsavia)
La chiesa di Sant'Anna (in polacco Kościół św. Anny) è un luogo di culto cattolico situato a Varsavia, in Polonia.
Costruita nel centro storico di Varsavia nei pressi di Piazza del Castello in Krakowskie Przedmieście 68, è uno degli edifici più antichi di Varsavia. Nel corso del tempo ha subìto numerose modifiche e ricostruzioni, l'ultimo delle quali risale al 1788, che ha interessato principalmente la facciata ricostruita in stile neoclassico durante il regno del re Stanisław August Poniatowski su progetto dell'architetto Chrystian Piotr Aign. La facciata inoltre è decorata con le statue dei Quattro Evangelisti, realizzate dai scultori Jakub Monaldi e Franciszek Pinck.